# Juan Pujol García
Juan Pujol Garcia MBE (n. 14 februarie 1914, Barcelona, Catalonia, Spania – d. 10 octombrie 1988, Caracas, Venezuela), cunoscut și sub numele de Joan Pujol Garcia, a fost un spion spaniol care a acționat ca agent dublu loial Regatului Unit împotriva Germaniei Naziste în timpul celui de al Doilea Război Mondial, când s-a mutat în Regatul Unit pentru a desfășura activități de spionaj fictive pentru germani. El a primit numele de cod Garbo de către britanici; omologii lor germani l-au numit Alaric și se refereau la inexistenta sa rețea de spionaj cu denumirea „Arabal”.
După ce a ajuns să fie dezgustat de extremismul politic de orice fel în timpul Războiului Civil Spaniol, Pujol s-a hotărât să devină spion pentru Regatul Unit, ca modalitate de a face ceva „pentru binele omenirii”. Pujol și soția sa au contactat Ambasada Regatului Unit la Madrid, care i-a respins ofertele.
El nu s-a lăsat descurajat, și și-a creat o identitate falsă ca oficial fanatic pro-nazist al guvernului spaniol, și a reușit să fie racolat ca agent german. A fost instruit să călătorească în Regatul Unit și să mai recruteze și alți agenți; el de fapt s-a mutat la Lisabona și a creat rapoarte false despre Regatul Unit pe baza mai multor surse publice, inclusiv un ghid turistic al Marii Britanii, orare ale trenurilor, buletine de știri văzute la cinema și reclame din reviste.
Deși informațiile furnizate de el ar fi fost discreditate la o examinare puțin mai atentă, Pujol s-a impus în scurt timp ca agent de încredere. A început să inventeze sub-agenți fictivi pe care putea da vina pentru informații false și greșeli. Aliații l-au acceptat în cele din urmă pe Pujol după ce germanii au cheltuit resurse considerabile încercând să intercepteze un convoi care nu exista. În urma interviurile cu Desmond Bristow de la Secția V Iberică a MI6, Juan Pujol a fost acceptat de britanici. Familia a fost mutată în Regatul Unit, iar lui Pujol i s-a dat numele de cod „Garbo”. Pujol și agentul său de contact Tomás Harris⁠(d) și-au petrecut restul războiului extinzând rețeaua fictivă, comunicând cu agenții de contact germani la început prin scrisori, iar mai târziu prin radio. În cele din urmă, germanii ajunseseră să finanțeze o rețea de 27 de agenți, toți fictivi.
Pujol a avut un rol-cheie în succesul Operațiunii Fortitude⁠(d), operațiunea de diversiune menită să-i inducă în eroare pe germani cu privire la momentul, locația și amploarea invaziei Normandiei din 1944. Informațiile false furnizate de Pujol s-au numărat printre elementele care i-au făcut pe germani să creadă că principalul atac va fi în Pas de Calais⁠(d), astfel încât au ținut acolo forțe mari înainte și chiar după invazie. Pujol s-a remarcat prin faptul că a fost decorat de ambele tabere ale războiului – fiind distins de naziști cu Crucea de Fier și de britanici cu Ordinul Imperiului Britanic.

## Tinerețea
Pujol s-a născut la Barcelona în familia lui Joan Pujol, un catalan care deținea o fabrică de bumbac, și a lui Mercedes García Guijarro, din orașul andaluz Motril din provincia Granada. Al treilea dintre cei patru copii, Pujol a fost trimis la șapte ani la internatul Valldemia, condus de Frații Mariști⁠(d) din Mataró, la 32 km de Barcelona; a rămas acolo în următorii patru ani. Elevii nu aveau voie să iasă din școală decât duminica, cu condiția să aibă un vizitator, așa că tatăl său făcea drumul în fiecare săptămână.
Mama lui provenea dintr-o familie romano-catolică strictă și se împărtășea în fiecare zi, dar tatăl său era mult mai laic și avea convingeri politice liberale. La vârsta de treisprezece ani, a fost transferat la o școală din Barcelona condusă de partenerul de jocuri de cărți al tatălui său, Monseniorul Josep, unde a rămas timp de trei ani. După o ceartă cu un profesor, el s-a hotărât că nu mai dorește să rămână la școală și a devenit ucenic la un magazin de unelte.
Pujol a încercat o varietate de ocupații înainte și după Războiul Civil Spaniol, printre care studiul creșterii animalelor la Școala Regală de Păsări din Arenys de Mar și gestionarea diferitelor afaceri, inclusiv un cinematograf.
Tatăl său a murit la câteva luni după instaurarea celei de a Doua Republici în 1931, în timp ce Pujol își definitiva pregătirea ca crescător de păsări. Tatăl lui Pujol și-a lăsat familia într-o stare materială bună, care s-a menținut până când fabrica tatălui său a fost preluată de muncitori în primele faze ale Rrăzboiului Civil Spaniol.

## Războiul Civil Spaniol
În 1931, Pujol a făcut șase luni de serviciu militar obligatoriu într-o unitate de cavalerie, Regimentul 7 Artilerie Ușoară. El știa că nu este potrivit pentru o carieră militară. Detesta călăria și susținea el însuși că îi lipsesc „calitățile esențiale: loialitatea, generozitatea și onoarea”. Pujol conducea o fermă de păsări la nord de Barcelona în 1936, când a izbucnit Războiul Civil Spaniol. Logodnicul surorii sale Elena a fost luat de forțele republicane, iar mai târziu ea și mama lui au fost arestate și acuzate de activități contrarevoluționare. O rudă care era membru de sindicat a reușit să-i salveze din captivitate.
Pujol a fost chemat pentru serviciul militar de partea republicană (împotriva naționaliștilor lui Francisco Franco), dar se opunea guvernului republican din cauza felului în care îi trataseră aceștia familia. S-a ascuns la casa iubitei sale până când a fost capturat într-un raid al poliției și închis timp de o săptămână, înainte de a fi eliberat prin intermediul grupului de rezistență tradiționalist⁠(d) Socorro Blanco. Aceștia l-au ținut ascuns până când i-au putut produce acte de identitate false din care reieșea că este prea în vârstă pentru serviciul militar.
A început să gestioneze o fermă de păsări care fusese rechiziționată de guvernul republican local, dar aceasta nu era viabilă din punct de vedere economic. Experiența căpătată astfel cu conducerea colectivă a afacerilor i-a intensificat antipatia față de comunism.
S-a alăturat din nou armatei republicane folosind documentele false, cu intenția de a dezerta cât mai curând posibil. În acest scop, s-a oferit voluntar să întindă cabluri telegrafice în apropierea liniei frontului. A reușit să dezerteze și să treacă de partea naționaliștilor în timpul bătăliei de pe Ebru⁠(d) din septembrie 1938. Cu toate acestea, el a fost la fel de rău tratat și de naționaliști, și a ajuns să deteste influențele fasciste ale acestora. A fost lovit și încarcerat de colonelul său pe motiv că Pujol și-a exprimat simpatia față de monarhie.
Experiența sa cu ambele părți l-a lăsat cu un profund dezgust atât față de fascism, cât și față de comunism și, prin extensie, față de Germania Nazistă și de Uniunea Sovietică. Era mândru că reușise să servească ambele părți fără să tragă un singur glonț pentru nici una. După eliberarea sa din armata naționalistă, a cunoscut-o pe Araceli Gonzalez la Burgos și s-a căsătorit cu ea la Madrid; cei doi au avut un copil, Joan Fernando.

## Al Doilea Război Mondial

### Spionaj independent
În 1940, în primele etape ale celui de al Doilea Război Mondial, Pujol s-a hotărât că trebuie să aducă o contribuție „spre binele omenirii” ajutând Regatul Unit, care era la acea vreme singurul adversar al Germaniei.
Începând cu luna ianuarie 1941, el a abordat de trei ori Ambasada Regatului Unit la Madrid, inclusiv prin intermediul soției sale (deși Pujol a ascuns participarea ei când și-a scris memoriile), dar britanicii nu s-au arătat interesați de a-l angaja ca spion. Prin urmare, el a hotărât să se angajeze ca agent german înainte de a-i aborda din nou de britanici pentru a-și oferi serviciile ca agent dublu.
Pujol și-a fabricat o identitate de oficial al guvernului spaniol, fanatic pro-nazist, care putea călători la Londra pentru afaceri oficiale; el a obținut și un pașaport diplomatic spaniol fals, păcălind o tipografie să creadă că Pujol lucrează pentru ambasada Spaniei la Lisabona. L-a contactat apoi pe Friedrich Knappe-Ratey, un agent Abwehr de la Madrid, cu numele de cod „Frederico”. Abwehr l-a acceptat pe Pujol și i-a ținut un curs intensiv de spionaj (inclusiv de scris codificat), i-a înmânat o sticlă de cerneală invizibilă⁠(d), un carte de coduri și 600 de lire sterline pentru cheltuieli. Instrucțiunile lui erau să se mute în Regatul Unit și să recruteze o rețea de agenți britanici.
El s-a mutat la Lisabona și – folosind un ghid turistic al Regatului Unit, cărți și reviste de la Biblioteca Publică din Lisabona, precum și buletine de știri vizionate în cinematografe – a fabricat rapoarte aparent credibile care păreau să vină de la Londra. În perioada petrecută în Portugalia, a stat la Estoril, la Hotel Palácio. El a pretins că se deplasează prin Marea Britanie și și-a prezentat cheltuielile de călătorie pe baza tarifelor enumerate într-un mers al trenurilor britanic. Nefamiliaritatea lui Pujol cu sistemul monetar non-zecimal⁠(d) folosit în Marea Britanie la acea vreme a reprezentat o mică dificultate. În acest moment, unitatea monetară a Regatului Unit, lira sterlină, era împărțită în 20 de șilingi, fiecare având doisprezece pence. Pujol nu reușea să facă totalul cheltuielilor în acest sistem complicat, așa că făcea rapoarte pentru fiecare și spunea apoi că va trimite totalul mai târziu.
În acest timp, a creat o rețea extinsă de sub-agenți fictivi care, chipurile, locuiau în diferite părți ale Regatului Unit. Pentru că nu vizitase niciodată Regatul Unit, a făcut mai multe greșeli, cum ar fi că a spus că presupusul său contact din Glasgow „ar face orice pentru un litru de vin”, neștiind ce anume preferă scoțienii să bea, și nici că Regatul Unit nu folosea sistemul metric. Rapoartele sale au fost interceptate de programul britanic Ultra⁠(d) de interceptări ale comunicațiilor și păreau atât de credibile încât serviciul britanic de contrainformații MI5 s-a lansat într-o căutare de spioni pe scară largă.
În februarie 1942, fie el, fie soția sa (relatările diferă) au abordat Statele Unite după ce această țară a intrat în război, contactându-l pe locotenentul marinei americane Patrick Demorest de la biroul atașatului naval⁠(d) de la Lisabona, care a recunoscut potențialul lui Pujol. Demorest i-a contactat pe omologii săi britanici.

### Colaborarea cu MI5
Britanicii înțeleseseră că cineva le dădea germanilor informații false și și-au dat seama de valoarea acestui lucru după ce Kriegsmarine a irosit resurse importante încercând să vâneze un convoi inexistent raportat acestora de Pujol. El a fost mutat în Marea Britanie la 24 aprilie 1942 și i s-a dat numele de cod „Bovril”, după o băutură concentrată⁠(d). Cu toate acestea, după ce a fost acceptat la controlul de securitate efectuat de ofițerul MI6 Desmond Bristow, Bristow i-a sugerat să fie însoțit de ofițerul MI5 Tomás Harris⁠(d) (un vorbitor fluent de spaniolă) și l-a instruit pe Pujol cum ar trebui să lucreze împreună cu acesta. Soția și copilul lui Pujol au fost ulterior mutați în Regatul Unit.
Pujol a funcționat ca agent dublu sub egida Comitetului XX⁠(d); Cyril Mills a fost la început ofițerul de caz al lui Bovril; dar nu vorbea spaniola și a ieșit repede din joc. Contribuția sa principală a fost aceea de a sugera, după ce a realizat dimensiunile cu adevărat extraordinare ale imaginației și realizărilor lui Pujol, că numele său de cod ar trebui schimbat așa cum se cuvine „celui mai bun actor din lume”; iar Bovril a devenit „Garbo”, după Greta Garbo. Mills i-a predat cazul ofițerului hispanofon Harris.
Împreună, Harris și Pujol au scris 315 de depeșe, de câte 2.000 de cuvinte în medie, adresate unei căsuțe poștale din Lisabona, furnizată de germani. Rețeaua lui fictivă de spionaj era atât de eficientă și de activă încât agenții de contact⁠(d) germani erau copleșiți și nu mai încercau să recruteze spioni suplimentari în Regatul Unit, conform Official History of British Intelligence in World War II.

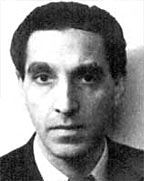
Ofițerul de caz al lui Pujol la MI5,

Informațiile furnizate serviciilor secrete germane erau un amestec de ficțiune, informații autentice de valoare militară redusă și informații militare valoroase, dar trimise intenționat prea târziu. În noiembrie 1942, chiar înainte de debarcările Operațiunii Torch în Africa de Nord, agentul lui Garbo de pe râul Clyde⁠(d) a raportat că un convoi de nave de transport de trupe și nave de război a părăsit portul, pictat în camuflaj mediteranean. Scrisoarea a fost trimisă prin poștă aeriană și ștampilată cu o dată dinainte de debarcare, dar a fost amânată în mod deliberat de serviciile de informații britanice pentru a ajunge prea târziu pentru a mai fi utilă. Pujol a primit un răspuns care spunea „ne pare rău că ultimele dumitale rapoarte au sosit prea târziu, dar erau magnifice”.
Se presupunea că Pujol comunicase cu germanii printr-un curier, un pilot al Companiei Aeriene Regale Olandeze (KLM) dispus să transporte mesaje către și dinspre Lisabona pentru bani. Aceasta însemna că livrările de mesaje erau limitate de programul de zbor al companiei KLM. În 1943, răspunzând cererilor germane de comunicare mai rapidă, Pujol și Harris au creat un operator radio fictiv. Din august 1943, radioul a devenit metoda preferată de comunicare.
Ocazional, trebuia să inventeze motive pentru care agenții săi nu reușeau să raporteze informații ușor de obținut despre care germanii aveau să afle în cele din urmă. De exemplu, el a raportat că agentul său (fabricat) din Liverpool s-a îmbolnăvit chiar înainte de o mișcare majoră a flotei din acel port și, prin urmare, nu a putut raporta evenimentul. Pentru a susține această poveste, agentul „a murit” în cele din urmă și a apărut chiar un necrolog în ziarul local ca dovadă suplimentară care să-i convingă pe germani. Germanii s-au lăsat convinși și să plătească o pensie văduvei agentului.
Pentru comunicațiile radio, „Alaric” avea nevoie de cea mai puternică criptare manuală de care dispuneau germanii. Germanii i-au furnizat lui Garbo acest sistem, care a fost, la rândul său, furnizat spărgătorilor de coduri de la Bletchley Park. Mesajele criptate ale lui Garbo urmau să fie recepționate la Madrid, decriptate manual și re-criptate cu o mașină Enigma pentru a fi retransmise la Berlin. Având atât textul original, cât și interceptarea codificată de la Enigma, cei care încercau să spargă codul aveau cel mai bun material sursă posibil pentru un atac cu text clar cunoscut⁠(d) asupra cheii mașinii germane Enigma.

### Operațiunea Fortitude
În ianuarie 1944, germanii i-au spus lui Pujol că cred că este iminentă o invazie pe scară largă în Europa, și au cerut să fie ținuți la curent. Această invazie era Operațiunea Overlord, iar Pujol a jucat un rol principal în Operațiunea Fortitude⁠(d), campania de diversiune derulată pentru a ascunde Operațiunea Overlord. El a trimis peste 500 de mesaje radio între ianuarie 1944 și Ziua Z, uneori mai mult de douăzeci de mesaje pe zi. În timpul planificării invaziei pe plaja din Normandia, aliații au decis că era de o importanță vitală ca liderii germani să fie induși în eroare, și să fie făcuți să creadă că debarcarea va avea loc în strâmtoarea Dover⁠(d).
Pentru a-și menține credibilitatea, s-a decis ca Garbo (sau unul dintre agenții săi) să-i avertizeze pe germani cu privire la momentul și câteva detalii ale invaziei reale a Normandiei, deși prea târziu pentru ca aceștia să ia măsuri eficiente. S-au făcut aranjamente speciale cu operatorii radio germani pentru a-l asculta pe Garbo până în noaptea de 5/6 iunie 1944, cu justificarea cum că un subagent era pe cale să sosească cu informații importante. Cu toate acestea, când apelul a fost făcut la ora 3:00, nu s-a primit niciun răspuns de la operatorii germani până la 8:00. Acest lucru i-a permis lui Garbo să adauge mai multe detalii operaționale, autentice, dar deja depășite, la mesajul primit în cele din urmă și, astfel, să-și sporească prestigiul în rândul germanilor, dând în același timp vina pe operatori pentru întârziere. Garbo le-a spus contactelor sale germane că este dezgustat că primul său mesaj a fost ratat, spunând: „nu pot accepta scuze sau neglijență. Dacă nu ar fi idealurile mele, aș abandona munca.”

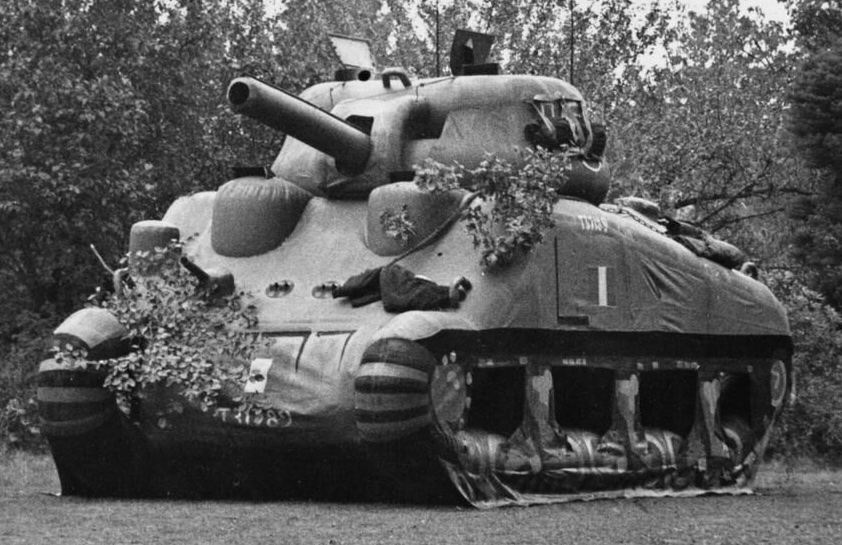
Un tanc gonflabil M4 Sherman al

Pe 9 iunie – trei zile după ziua Z – Garbo a trimis un mesaj serviciilor germane de informații, mesaj care a fost transmis lui Adolf Hitler și la Oberkommando der Wehrmacht (OKW; Înaltul Comandament German). Garbo a spus că a discutat cu agenții săi de top și a elaborat un ordin de luptă care arăta 75 de divizii în Marea Britanie; în realitate, erau doar vreo 50. O parte a planului „Fortitude” a fost să-i convingă pe germani că o formațiune fictivă – Grupul de Armate I SUA⁠(d) cuprinzând 11 divizii (150.000 de oameni), comandat de generalul George Patton – a fost staționat în sud-estul Marii Britanii.
Diversiunea a fost susținută de avioane false, tancuri gonflabile și furgonete care călătoreau prin zonă și transmiteau discuții radio false. Mesajul lui Garbo a subliniat că unitățile din această formațiune nu participă la invazie și, prin urmare, prima debarcare ar trebui considerată o diversiune. Un mesaj german către Madrid trimis două zile mai târziu spunea că „toate rapoartele primite în ultima săptămână de la întreprinderea Arabel [nume de cod al rețelei de spionaj] au fost confirmate fără excepție și trebuie descrise ca fiind deosebit de valoroase”. O examinare postbelică a însemnărilor germane a demonstrat că, în timpul Operațiunii Fortitude, nu mai puțin de șaizeci și două de rapoarte ale lui Pujol au fost incluse în rapoartele sumare de informații ale OKW.
OKW a acceptat atât de complet rapoartele lui Garbo încât a ținut două divizii blindate și 19 divizii de infanterie în Pas de Calais, așteptând o a doua invazie până în iulie și august 1944. Comandantul trupelor germane de pe Frontul de Vest, feldmareșalul Gerd von Rundstedt, a refuzat să-i permită generalului Erwin Rommel să mute aceste divizii în Normandia. Erau mai multe trupe germane în regiunea Pas de Calais la două luni după invazia Normandiei decât fuseseră în Ziua Z.
La sfârșitul lunii iunie, Garbo a fost instruit de către germani să raporteze despre căderea bombelor zburătoare V-1. Negăsind nicio modalitate de a oferi informații false fără a trezi suspiciuni și nedorind să ofere informații corecte, Harris a aranjat ca Garbo să fie „arestat”. S-a întors la serviciu câteva zile mai târziu, având acum „nevoia” să evite Londra și a transmis o scrisoare „oficială” de scuze de la ministrul de interne pentru detenția sa ilegală.
Germanii i-au plătit lui Pujol 340.000 de dolari americani pe parcursul războiului pentru a-și susține rețeaua de agenți, care la un moment dat însuma 27 de personaje fabricate.

## Onoruri
Sub numele de Alaric, el a primit Crucea de Fier clasa a II-a la 29 iulie 1944, pentru serviciile sale în folosul efortului de război german. Decorația era în mod normal rezervată luptătorilor din prima linie și necesita autorizarea personală din partea lui Hitler. Crucea de Fier i-a fost prezentată prin radio.
Sub numele de Garbo, a fost decorat cu Ordinul Imperiului Britanic de către regele George al VI-lea, la 25 noiembrie 1944. Naziștii nu și-au dat seama niciodată că au fost păcăliți și, astfel, Pujol împreună cu Eddie Chapman⁠(d), un alt agent dublu, au câștigat distincția de a fi unul dintre puținii care au primit decorații din partea ambelor tabere din al Doilea Război Mondial.

## După război

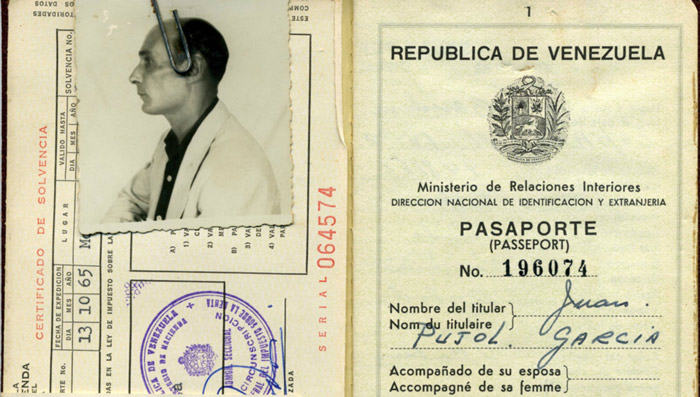
Pașaportul lui Pujol în Venezuela

După cel de al Doilea Război Mondial, Pujol se temea de represalii din partea naziștilor supraviețuitori. Cu ajutorul MI5, Pujol a călătorit în Angola și și-a înscenat moartea de malarie în 1949. Apoi s-a mutat la Lagunillas, Venezuela, unde a trăit în relativ anonimat, gestionând o librărie și un magazin de cadouri.
Pujol a divorțat de prima sa soție și s-a căsătorit cu Carmen Cilia, cu care a avut doi fii, Carlos Miguel și Joan Carlos, și o fiică care a murit în 1975, la vârsta de 20 de ani. Înainte de 1984, Pujol se mutase la casa fiului său Carlos Miguel din La Trinidad, Caracas.
În 1971, politicianul britanic Rupert Allason⁠(d), scriind sub pseudonimul Nigel West, a devenit interesat de Garbo. Timp de câțiva ani, a intervievat diverși foști ofițeri de informații, dar nimeni nu știa numele real al lui Garbo. În cele din urmă, prietenul lui Tomás Harris, Anthony Blunt, spionul sovietic care pătrunsese în MI5, a spus că l-a întâlnit pe Garbo și l-a cunoscut drept „fie Juan, fie José García”. Ancheta lui Allason a fost blocată din acel moment până în martie 1984, când un fost ofițer MI5 care activase în Spania a furnizat numele complet al lui Pujol. Allason a angajat un asistent de cercetare pentru a suna pe fiecare J. García – un nume extrem de comun în Spania – din cartea de telefon din Barcelona, contactându-l în cele din urmă pe nepotul lui Pujol. Pujol și Allason s-au întâlnit în cele din urmă la New Orleans pe 20 mai 1984.
La îndemnul lui Allason, Pujol a călătorit la Londra și a fost primit de Prințul Philip la Palatul Buckingham, într-o audiență neobișnuit de lungă. După aceea, a vizitat Clubul Forțelor Speciale⁠(d) și s-a reîntâlnit cu un grup de foștii săi colegi, între care TA Robertson, Roger Fleetwood Hesketh⁠(d), Cyril Mills și Desmond Bristow.
La 40 de ani de la Ziua Z, pe 6 iunie 1984, Pujol a călătorit în Normandia pentru a vizita plajele și a aduce omagiu morților.
Pujol a murit la Caracas în 1988 și este înmormântat în Choroní⁠(d), un oraș din Parcul Național Henri Pittier⁠(d) de lângă Marea Caraibelor.

## Rețeaua de agenți fictivi
Fiecare dintre agenții fictivi ai lui Pujol era însărcinat cu recrutarea de subagenți suplimentari. 
|                                        |                                        |                                        |                                        |                                        |                                        |  |  |                                                                               |                                                                               |                                                                               |                                                                               |                                                                               |                                                                               |  |  |                                                          |                                                          |                                                          |                                                          |                                                          |                                                          |  |  | Garbo/Arabel Juan Pujol García                                    |                                                                   |                                                                   |                                                                   |                                                                   |                                                                   |  |  |                                                             |                                                             |                                                             |                                                             |                                                             |                                                             |  |  |                                         |                                         |                                         |                                         |                                         |                                         |  |  |                                             |                                             |                                             |                                             |                                             |                                             |  |  |  |  |  |  |  |  |  |  |  |  |  |  |  |  |  |  |  |  |  |  |  |  |  |  |  |  |  |  |  |  |  |  |  |  |  |  |  |  |  |  |  |  |
|                                        |                                        |                                        |                                        |                                        |                                        |  |  |                                                                               |                                                                               |                                                                               |                                                                               |                                                                               |                                                                               |  |  |                                                          |                                                          |                                                          |                                                          |                                                          |                                                          |  |  |                                                                   |                                                                   |                                                                   |                                                                   |                                                                   |                                                                   |  |  |                                                             |                                                             |                                                             |                                                             |                                                             |                                                             |  |  |                                         |                                         |                                         |                                         |                                         |                                         |  |  |                                             |                                             |                                             |                                             |                                             |                                             |  |  |  |  |  |  |  |  |  |  |  |  |  |  |  |  |  |  |  |  |  |  |  |  |  |  |  |  |  |  |  |  |  |  |  |  |  |  |  |  |  |  |  |  |
|                                        |                                        |                                        |                                        |                                        |                                        |  |  |                                                                               |                                                                               |                                                                               |                                                                               |                                                                               |                                                                               |  |  |                                                          |                                                          |                                                          |                                                          |                                                          |                                                          |  |  |                                                                   |                                                                   |                                                                   |                                                                   |                                                                   |                                                                   |  |  |                                                             |                                                             |                                                             |                                                             |                                                             |                                                             |  |  |                                         |                                         |                                         |                                         |                                         |                                         |  |  |                                             |                                             |                                             |                                             |                                             |                                             |  |  |  |  |  |  |  |  |  |  |  |  |  |  |  |  |  |  |  |  |  |  |  |  |  |  |  |  |  |  |  |  |  |  |  |  |  |  |  |  |  |  |  |  |
| Agent 1 steward KLM demisionat în 1943 | Agent 1 steward KLM demisionat în 1943 | Agent 1 steward KLM demisionat în 1943 | Agent 1 steward KLM demisionat în 1943 | Agent 1 steward KLM demisionat în 1943 | Agent 1 steward KLM demisionat în 1943 |  |  | Agent 2 William Gerbers om de afaceri germano-elvețian mort în Bootle în 1942 | Agent 2 William Gerbers om de afaceri germano-elvețian mort în Bootle în 1942 | Agent 2 William Gerbers om de afaceri germano-elvețian mort în Bootle în 1942 | Agent 2 William Gerbers om de afaceri germano-elvețian mort în Bootle în 1942 | Agent 2 William Gerbers om de afaceri germano-elvețian mort în Bootle în 1942 | Agent 2 William Gerbers om de afaceri germano-elvețian mort în Bootle în 1942 |  |  | Agent 3 Benedict "Carlos" student venezuelean în Glasgow | Agent 3 Benedict "Carlos" student venezuelean în Glasgow | Agent 3 Benedict "Carlos" student venezuelean în Glasgow | Agent 3 Benedict "Carlos" student venezuelean în Glasgow | Agent 3 Benedict "Carlos" student venezuelean în Glasgow | Agent 3 Benedict "Carlos" student venezuelean în Glasgow |  |  | Agent 4 Chamillus chelner NAAFI⁠(d) gibraltarez din Chislehurst⁠(d) | Agent 4 Chamillus chelner NAAFI⁠(d) gibraltarez din Chislehurst⁠(d) | Agent 4 Chamillus chelner NAAFI⁠(d) gibraltarez din Chislehurst⁠(d) | Agent 4 Chamillus chelner NAAFI⁠(d) gibraltarez din Chislehurst⁠(d) | Agent 4 Chamillus chelner NAAFI⁠(d) gibraltarez din Chislehurst⁠(d) | Agent 4 Chamillus chelner NAAFI⁠(d) gibraltarez din Chislehurst⁠(d) |  |  | Agent 5 Moonbeam Venezuelean din Ottawa frate cu "Benedict" | Agent 5 Moonbeam Venezuelean din Ottawa frate cu "Benedict" | Agent 5 Moonbeam Venezuelean din Ottawa frate cu "Benedict" | Agent 5 Moonbeam Venezuelean din Ottawa frate cu "Benedict" | Agent 5 Moonbeam Venezuelean din Ottawa frate cu "Benedict" | Agent 5 Moonbeam Venezuelean din Ottawa frate cu "Benedict" |  |  | Agent 6 Field Security NCO mort în 1943 | Agent 6 Field Security NCO mort în 1943 | Agent 6 Field Security NCO mort în 1943 | Agent 6 Field Security NCO mort în 1943 | Agent 6 Field Security NCO mort în 1943 | Agent 6 Field Security NCO mort în 1943 |  |  | Agent 7 Dagobert Fost marinar din Swansea   | Agent 7 Dagobert Fost marinar din Swansea   | Agent 7 Dagobert Fost marinar din Swansea   | Agent 7 Dagobert Fost marinar din Swansea   | Agent 7 Dagobert Fost marinar din Swansea   | Agent 7 Dagobert Fost marinar din Swansea   |  |  |  |  |  |  |  |  |  |  |  |  |  |  |  |  |  |  |  |  |  |  |  |  |  |  |  |  |  |  |  |  |  |  |  |  |  |  |  |  |  |  |  |  |
| Agent 1 steward KLM demisionat în 1943 | Agent 1 steward KLM demisionat în 1943 | Agent 1 steward KLM demisionat în 1943 | Agent 1 steward KLM demisionat în 1943 | Agent 1 steward KLM demisionat în 1943 | Agent 1 steward KLM demisionat în 1943 |  |  | Agent 2 William Gerbers om de afaceri germano-elvețian mort în Bootle în 1942 | Agent 2 William Gerbers om de afaceri germano-elvețian mort în Bootle în 1942 | Agent 2 William Gerbers om de afaceri germano-elvețian mort în Bootle în 1942 | Agent 2 William Gerbers om de afaceri germano-elvețian mort în Bootle în 1942 | Agent 2 William Gerbers om de afaceri germano-elvețian mort în Bootle în 1942 | Agent 2 William Gerbers om de afaceri germano-elvețian mort în Bootle în 1942 |  |  | Agent 3 Benedict "Carlos" student venezuelean în Glasgow | Agent 3 Benedict "Carlos" student venezuelean în Glasgow | Agent 3 Benedict "Carlos" student venezuelean în Glasgow | Agent 3 Benedict "Carlos" student venezuelean în Glasgow | Agent 3 Benedict "Carlos" student venezuelean în Glasgow | Agent 3 Benedict "Carlos" student venezuelean în Glasgow |  |  | Agent 4 Chamillus chelner NAAFI⁠(d) gibraltarez din Chislehurst⁠(d) | Agent 4 Chamillus chelner NAAFI⁠(d) gibraltarez din Chislehurst⁠(d) | Agent 4 Chamillus chelner NAAFI⁠(d) gibraltarez din Chislehurst⁠(d) | Agent 4 Chamillus chelner NAAFI⁠(d) gibraltarez din Chislehurst⁠(d) | Agent 4 Chamillus chelner NAAFI⁠(d) gibraltarez din Chislehurst⁠(d) | Agent 4 Chamillus chelner NAAFI⁠(d) gibraltarez din Chislehurst⁠(d) |  |  | Agent 5 Moonbeam Venezuelean din Ottawa frate cu "Benedict" | Agent 5 Moonbeam Venezuelean din Ottawa frate cu "Benedict" | Agent 5 Moonbeam Venezuelean din Ottawa frate cu "Benedict" | Agent 5 Moonbeam Venezuelean din Ottawa frate cu "Benedict" | Agent 5 Moonbeam Venezuelean din Ottawa frate cu "Benedict" | Agent 5 Moonbeam Venezuelean din Ottawa frate cu "Benedict" |  |  | Agent 6 Field Security NCO mort în 1943 | Agent 6 Field Security NCO mort în 1943 | Agent 6 Field Security NCO mort în 1943 | Agent 6 Field Security NCO mort în 1943 | Agent 6 Field Security NCO mort în 1943 | Agent 6 Field Security NCO mort în 1943 |  |  | Agent 7 Dagobert Fost marinar din Swansea   | Agent 7 Dagobert Fost marinar din Swansea   | Agent 7 Dagobert Fost marinar din Swansea   | Agent 7 Dagobert Fost marinar din Swansea   | Agent 7 Dagobert Fost marinar din Swansea   | Agent 7 Dagobert Fost marinar din Swansea   |  |  |  |  |  |  |  |  |  |  |  |  |  |  |  |  |  |  |  |  |  |  |  |  |  |  |  |  |  |  |  |  |  |  |  |  |  |  |  |  |  |  |  |  |
| pilot KLM și curier                    | pilot KLM și curier                    | pilot KLM și curier                    | pilot KLM și curier                    | pilot KLM și curier                    | pilot KLM și curier                    |  |  | VĂDUVA Dna. Gerbers (a primit pensie de la germani)                           | VĂDUVA Dna. Gerbers (a primit pensie de la germani)                           | VĂDUVA Dna. Gerbers (a primit pensie de la germani)                           | VĂDUVA Dna. Gerbers (a primit pensie de la germani)                           | VĂDUVA Dna. Gerbers (a primit pensie de la germani)                           | VĂDUVA Dna. Gerbers (a primit pensie de la germani)                           |  |  | Ofițer pilot                                             | Ofițer pilot                                             | Ofițer pilot                                             | Ofițer pilot                                             | Ofițer pilot                                             | Ofițer pilot                                             |  |  | Almura operator radio                                             | Almura operator radio                                             | Almura operator radio                                             | Almura operator radio                                             | Almura operator radio                                             | Almura operator radio                                             |  |  | Văr cu "Moonbeam" și "Benedict", locuia în Buffalo          | Văr cu "Moonbeam" și "Benedict", locuia în Buffalo          | Văr cu "Moonbeam" și "Benedict", locuia în Buffalo          | Văr cu "Moonbeam" și "Benedict", locuia în Buffalo          | Văr cu "Moonbeam" și "Benedict", locuia în Buffalo          | Văr cu "Moonbeam" și "Benedict", locuia în Buffalo          |  |  |                                         |                                         |                                         |                                         |                                         |                                         |  |  | Soldat din Divizia IX Blindate britanică⁠(d) | Soldat din Divizia IX Blindate britanică⁠(d) | Soldat din Divizia IX Blindate britanică⁠(d) | Soldat din Divizia IX Blindate britanică⁠(d) | Soldat din Divizia IX Blindate britanică⁠(d) | Soldat din Divizia IX Blindate britanică⁠(d) |  |  |  |  |  |  |  |  |  |  |  |  |  |  |  |  |  |  |  |  |  |  |  |  |  |  |  |  |  |  |  |  |  |  |  |  |  |  |  |  |  |  |  |  |
| pilot KLM și curier                    | pilot KLM și curier                    | pilot KLM și curier                    | pilot KLM și curier                    | pilot KLM și curier                    | pilot KLM și curier                    |  |  | VĂDUVA Dna. Gerbers (a primit pensie de la germani)                           | VĂDUVA Dna. Gerbers (a primit pensie de la germani)                           | VĂDUVA Dna. Gerbers (a primit pensie de la germani)                           | VĂDUVA Dna. Gerbers (a primit pensie de la germani)                           | VĂDUVA Dna. Gerbers (a primit pensie de la germani)                           | VĂDUVA Dna. Gerbers (a primit pensie de la germani)                           |  |  | Ofițer pilot                                             | Ofițer pilot                                             | Ofițer pilot                                             | Ofițer pilot                                             | Ofițer pilot                                             | Ofițer pilot                                             |  |  | Almura operator radio                                             | Almura operator radio                                             | Almura operator radio                                             | Almura operator radio                                             | Almura operator radio                                             | Almura operator radio                                             |  |  | Văr cu "Moonbeam" și "Benedict", locuia în Buffalo          | Văr cu "Moonbeam" și "Benedict", locuia în Buffalo          | Văr cu "Moonbeam" și "Benedict", locuia în Buffalo          | Văr cu "Moonbeam" și "Benedict", locuia în Buffalo          | Văr cu "Moonbeam" și "Benedict", locuia în Buffalo          | Văr cu "Moonbeam" și "Benedict", locuia în Buffalo          |  |  |                                         |                                         |                                         |                                         |                                         |                                         |  |  | Soldat din Divizia IX Blindate britanică⁠(d) | Soldat din Divizia IX Blindate britanică⁠(d) | Soldat din Divizia IX Blindate britanică⁠(d) | Soldat din Divizia IX Blindate britanică⁠(d) | Soldat din Divizia IX Blindate britanică⁠(d) | Soldat din Divizia IX Blindate britanică⁠(d) |  |  |  |  |  |  |  |  |  |  |  |  |  |  |  |  |  |  |  |  |  |  |  |  |  |  |  |  |  |  |  |  |  |  |  |  |  |  |  |  |  |  |  |  |
| Șef al Secțiunii Catalane a MOI⁠(d)     | Șef al Secțiunii Catalane a MOI⁠(d)     | Șef al Secțiunii Catalane a MOI⁠(d)     | Șef al Secțiunii Catalane a MOI⁠(d)     | Șef al Secțiunii Catalane a MOI⁠(d)     | Șef al Secțiunii Catalane a MOI⁠(d)     |  |  |                                                                               |                                                                               |                                                                               |                                                                               |                                                                               |                                                                               |  |  | Ofițer în Divizia IL Infanterie britanică⁠(d)             | Ofițer în Divizia IL Infanterie britanică⁠(d)             | Ofițer în Divizia IL Infanterie britanică⁠(d)             | Ofițer în Divizia IL Infanterie britanică⁠(d)             | Ofițer în Divizia IL Infanterie britanică⁠(d)             | Ofițer în Divizia IL Infanterie britanică⁠(d)             |  |  | Gardă din Chislehurst                                             | Gardă din Chislehurst                                             | Gardă din Chislehurst                                             | Gardă din Chislehurst                                             | Gardă din Chislehurst                                             | Gardă din Chislehurst                                             |  |  |                                                             |                                                             |                                                             |                                                             |                                                             |                                                             |  |  |                                         |                                         |                                         |                                         |                                         |                                         |  |  | Donny Lider al World Aryan Order            | Donny Lider al World Aryan Order            | Donny Lider al World Aryan Order            | Donny Lider al World Aryan Order            | Donny Lider al World Aryan Order            | Donny Lider al World Aryan Order            |  |  |  |  |  |  |  |  |  |  |  |  |  |  |  |  |  |  |  |  |  |  |  |  |  |  |  |  |  |  |  |  |  |  |  |  |  |  |  |  |  |  |  |  |
| Șef al Secțiunii Catalane a MOI⁠(d)     | Șef al Secțiunii Catalane a MOI⁠(d)     | Șef al Secțiunii Catalane a MOI⁠(d)     | Șef al Secțiunii Catalane a MOI⁠(d)     | Șef al Secțiunii Catalane a MOI⁠(d)     | Șef al Secțiunii Catalane a MOI⁠(d)     |  |  |                                                                               |                                                                               |                                                                               |                                                                               |                                                                               |                                                                               |  |  | Ofițer în Divizia IL Infanterie britanică⁠(d)             | Ofițer în Divizia IL Infanterie britanică⁠(d)             | Ofițer în Divizia IL Infanterie britanică⁠(d)             | Ofițer în Divizia IL Infanterie britanică⁠(d)             | Ofițer în Divizia IL Infanterie britanică⁠(d)             | Ofițer în Divizia IL Infanterie britanică⁠(d)             |  |  | Gardă din Chislehurst                                             | Gardă din Chislehurst                                             | Gardă din Chislehurst                                             | Gardă din Chislehurst                                             | Gardă din Chislehurst                                             | Gardă din Chislehurst                                             |  |  |                                                             |                                                             |                                                             |                                                             |                                                             |                                                             |  |  |                                         |                                         |                                         |                                         |                                         |                                         |  |  | Donny Lider al World Aryan Order            | Donny Lider al World Aryan Order            | Donny Lider al World Aryan Order            | Donny Lider al World Aryan Order            | Donny Lider al World Aryan Order            | Donny Lider al World Aryan Order            |  |  |  |  |  |  |  |  |  |  |  |  |  |  |  |  |  |  |  |  |  |  |  |  |  |  |  |  |  |  |  |  |  |  |  |  |  |  |  |  |  |  |  |  |
| Cenzor din MOI                         | Cenzor din MOI                         | Cenzor din MOI                         | Cenzor din MOI                         | Cenzor din MOI                         | Cenzor din MOI                         |  |  |                                                                               |                                                                               |                                                                               |                                                                               |                                                                               |                                                                               |  |  | Marinar și dezertor grec                                 | Marinar și dezertor grec                                 | Marinar și dezertor grec                                 | Marinar și dezertor grec                                 | Marinar și dezertor grec                                 | Marinar și dezertor grec                                 |  |  | Subofițer american din Londra                                     | Subofițer american din Londra                                     | Subofițer american din Londra                                     | Subofițer american din Londra                                     | Subofițer american din Londra                                     | Subofițer american din Londra                                     |  |  |                                                             |                                                             |                                                             |                                                             |                                                             |                                                             |  |  |                                         |                                         |                                         |                                         |                                         |                                         |  |  | Wren⁠(d) din Ceylon                          | Wren⁠(d) din Ceylon                          | Wren⁠(d) din Ceylon                          | Wren⁠(d) din Ceylon                          | Wren⁠(d) din Ceylon                          | Wren⁠(d) din Ceylon                          |  |  |  |  |  |  |  |  |  |  |  |  |  |  |  |  |  |  |  |  |  |  |  |  |  |  |  |  |  |  |  |  |  |  |  |  |  |  |  |  |  |  |  |  |
| Cenzor din MOI                         | Cenzor din MOI                         | Cenzor din MOI                         | Cenzor din MOI                         | Cenzor din MOI                         | Cenzor din MOI                         |  |  |                                                                               |                                                                               |                                                                               |                                                                               |                                                                               |                                                                               |  |  | Marinar și dezertor grec                                 | Marinar și dezertor grec                                 | Marinar și dezertor grec                                 | Marinar și dezertor grec                                 | Marinar și dezertor grec                                 | Marinar și dezertor grec                                 |  |  | Subofițer american din Londra                                     | Subofițer american din Londra                                     | Subofițer american din Londra                                     | Subofițer american din Londra                                     | Subofițer american din Londra                                     | Subofițer american din Londra                                     |  |  |                                                             |                                                             |                                                             |                                                             |                                                             |                                                             |  |  |                                         |                                         |                                         |                                         |                                         |                                         |  |  | Wren⁠(d) din Ceylon                          | Wren⁠(d) din Ceylon                          | Wren⁠(d) din Ceylon                          | Wren⁠(d) din Ceylon                          | Wren⁠(d) din Ceylon                          | Wren⁠(d) din Ceylon                          |  |  |  |  |  |  |  |  |  |  |  |  |  |  |  |  |  |  |  |  |  |  |  |  |  |  |  |  |  |  |  |  |  |  |  |  |  |  |  |  |  |  |  |  |
| Secretar din Cabinet Office⁠(d)         | Secretar din Cabinet Office⁠(d)         | Secretar din Cabinet Office⁠(d)         | Secretar din Cabinet Office⁠(d)         | Secretar din Cabinet Office⁠(d)         | Secretar din Cabinet Office⁠(d)         |  |  |                                                                               |                                                                               |                                                                               |                                                                               |                                                                               |                                                                               |  |  |                                                          |                                                          |                                                          |                                                          |                                                          |                                                          |  |  |                                                                   |                                                                   |                                                                   |                                                                   |                                                                   |                                                                   |  |  |                                                             |                                                             |                                                             |                                                             |                                                             |                                                             |  |  |                                         |                                         |                                         |                                         |                                         |                                         |  |  | Dick fanatic indian                         | Dick fanatic indian                         | Dick fanatic indian                         | Dick fanatic indian                         | Dick fanatic indian                         | Dick fanatic indian                         |  |  |  |  |  |  |  |  |  |  |  |  |  |  |  |  |  |  |  |  |  |  |  |  |  |  |  |  |  |  |  |  |  |  |  |  |  |  |  |  |  |  |  |  |
| Secretar din Cabinet Office⁠(d)         | Secretar din Cabinet Office⁠(d)         | Secretar din Cabinet Office⁠(d)         | Secretar din Cabinet Office⁠(d)         | Secretar din Cabinet Office⁠(d)         | Secretar din Cabinet Office⁠(d)         |  |  |                                                                               |                                                                               |                                                                               |                                                                               |                                                                               |                                                                               |  |  |                                                          |                                                          |                                                          |                                                          |                                                          |                                                          |  |  |                                                                   |                                                                   |                                                                   |                                                                   |                                                                   |                                                                   |  |  |                                                             |                                                             |                                                             |                                                             |                                                             |                                                             |  |  |                                         |                                         |                                         |                                         |                                         |                                         |  |  | Dick fanatic indian                         | Dick fanatic indian                         | Dick fanatic indian                         | Dick fanatic indian                         | Dick fanatic indian                         | Dick fanatic indian                         |  |  |  |  |  |  |  |  |  |  |  |  |  |  |  |  |  |  |  |  |  |  |  |  |  |  |  |  |  |  |  |  |  |  |  |  |  |  |  |  |  |  |  |  |
|                                        |                                        |                                        |                                        |                                        |                                        |  |  |                                                                               |                                                                               |                                                                               |                                                                               |                                                                               |                                                                               |  |  |                                                          |                                                          |                                                          |                                                          |                                                          |                                                          |  |  |                                                                   |                                                                   |                                                                   |                                                                   |                                                                   |                                                                   |  |  |                                                             |                                                             |                                                             |                                                             |                                                             |                                                             |  |  |                                         |                                         |                                         |                                         |                                         |                                         |  |  | Drake din Exeter                            |                                             |                                             |                                             |                                             |                                             |  |  |  |  |  |  |  |  |  |  |  |  |  |  |  |  |  |  |  |  |  |  |  |  |  |  |  |  |  |  |  |  |  |  |  |  |  |  |  |  |  |  |  |  |
|                                        |                                        |                                        |                                        |                                        |                                        |  |  |                                                                               |                                                                               |                                                                               |                                                                               |                                                                               |                                                                               |  |  |                                                          |                                                          |                                                          |                                                          |                                                          |                                                          |  |  |                                                                   |                                                                   |                                                                   |                                                                   |                                                                   |                                                                   |  |  |                                                             |                                                             |                                                             |                                                             |                                                             |                                                             |  |  |                                         |                                         |                                         |                                         |                                         |                                         |  |  |                                             |                                             |                                             |                                             |                                             |                                             |  |  |  |  |  |  |  |  |  |  |  |  |  |  |  |  |  |  |  |  |  |  |  |  |  |  |  |  |  |  |  |  |  |  |  |  |  |  |  |  |  |  |  |  |
|                                        |                                        |                                        |                                        |                                        |                                        |  |  |                                                                               |                                                                               |                                                                               |                                                                               |                                                                               |                                                                               |  |  |                                                          |                                                          |                                                          |                                                          |                                                          |                                                          |  |  |                                                                   |                                                                   |                                                                   |                                                                   |                                                                   |                                                                   |  |  |                                                             |                                                             |                                                             |                                                             |                                                             |                                                             |  |  |                                         |                                         |                                         |                                         |                                         |                                         |  |  | Fascist galez din sudul Țării Galilor       |                                             |                                             |                                             |                                             |                                             |  |  |  |  |  |  |  |  |  |  |  |  |  |  |  |  |  |  |  |  |  |  |  |  |  |  |  |  |  |  |  |  |  |  |  |  |  |  |  |  |  |  |  |  |
|                                        |                                        |                                        |                                        |                                        |                                        |  |  |                                                                               |                                                                               |                                                                               |                                                                               |                                                                               |                                                                               |  |  |                                                          |                                                          |                                                          |                                                          |                                                          |                                                          |  |  |                                                                   |                                                                   |                                                                   |                                                                   |                                                                   |                                                                   |  |  |                                                             |                                                             |                                                             |                                                             |                                                             |                                                             |  |  |                                         |                                         |                                         |                                         |                                         |                                         |  |  |                                             |                                             |                                             |                                             |                                             |                                             |  |  |  |  |  |  |  |  |  |  |  |  |  |  |  |  |  |  |  |  |  |  |  |  |  |  |  |  |  |  |  |  |  |  |  |  |  |  |  |  |  |  |  |  |
|                                        |                                        |                                        |                                        |                                        |                                        |  |  |                                                                               |                                                                               |                                                                               |                                                                               |                                                                               |                                                                               |  |  |                                                          |                                                          |                                                          |                                                          |                                                          |                                                          |  |  |                                                                   |                                                                   |                                                                   |                                                                   |                                                                   |                                                                   |  |  |                                                             |                                                             |                                                             |                                                             |                                                             |                                                             |  |  |                                         |                                         |                                         |                                         |                                         |                                         |  |  | Dorick din Harwich                          |                                             |                                             |                                             |                                             |                                             |  |  |  |  |  |  |  |  |  |  |  |  |  |  |  |  |  |  |  |  |  |  |  |  |  |  |  |  |  |  |  |  |  |  |  |  |  |  |  |  |  |  |  |  |

## Cultura populară

### Literatură și muzică
- The Counterfeit Spy (1971), de jurnalistul britanic Sefton Delmer; numele lui Pujol a fost schimbat în „Jorge Antonio” pentru a-i proteja familia supraviețuitoare.
- Rețeaua Eldorado⁠(d) (1979), de romancierul britanic Derek Robinson, publicată cu șase ani înainte de relatarea de nonficțiune a lui Nigel West.
- Overlord, Underhand (2013), de autorul american Robert P. Wells este o repovestire fictivă a poveștii lui Juan Pujol (Agentul Garbo), agent dublu de la MI5, din Războiul Civil Spaniol până în 1944; ISBN: 9781630680190
- Quicksand⁠(d) (1971), o melodie a lui David Bowie de pe albumul Hunky Dory face referire la el („Sunt numele sucit pe ochii lui Garbo”). [60]

### Film și televiziune
- Garbo: Spionul⁠(d) (El Espía). Film documentar, regizat de Edmon Roch. Producție: Ikiru Films, Colose Producciones, Centuria Films, Spania 2009.
- Omul care i-a păcălit pe naziști. Documentar spaniol de 90 de minute reintitulat și narat în engleză, prezentat ca parte a seriei Storyville⁠(d), difuzat în premieră pe BBC Four, 22 februarie 2011.
- Ziua Z secretă – US television, 1998 – interpretat de actorul francez Sam Spiegel⁠(d).[61]
- Garbo-Maestru al înșelătoriei. 1992 Columbia House și A&E, documentar de 30 de minute

S-a încercat de mai multe ori să se realizeze un film artistic de lung metraj despre Garbo, dar niciunul nu a ajuns până în prezent în producție.